# Hugh Millen
(en) Statistiques sur pro-football-reference
Hugh Millen (né le 22 novembre 1963 à Des Moines) est un joueur de football américain qui évoluait au poste de quarterback. Millen travaille désormais pour la télévision et la radio comme analyste. Il travaille également au développement de ballons de football américain pour la marque américaine Baden Sports.

## Carrière

### Universitaire
Hugh Millen prend part à vingt matchs pour les Washington Huskies de l'Université de Washington, lançant pour 2 657 yards et gagnant l'Orange Bowl en 1985.

### Dans la National Football League
Il est drafté par les Rams de Los Angeles en 1986 mais ne joue aucun match en raison d'une fracture de la cheville. En 1987, il rate la plus grande partie de la saison à cause d'une blessure au dos et ne tente qu'une pass. Pendant ce temps, Jim Everett, troisième joueur sélectionné à la draft de 1986 échangé avec les Oilers de Houston, est devenu le quarterback numéro 1 des Rams et Millen est laissé libre.
Atlanta signa Millen ensuite à Atlanta où il joue trois matchs en 1988 pour les Falcons. L'année suivante, il joue cinq matchs dont un comme titulaire puis seulement trois matchs en 1990.
Le 1er avril 1991, il signe avec les Patriots de la Nouvelle-Angleterre. Lors du quatrième match de l'année, il prend la place de quarterback titulaire de l'équipe qu'il gardera jusqu'à la fin de la saison où il termine avec 3 073 yards gagnés et un taux de réussite de 60,1 % à la passe. Il est nommé meilleur joueur du match deux fois consécutives en novembre quand il réussit 20 de ses 26 passes pour 257 yards gagnés et un touchdown contre les Dolphins de Miami puis 30 passes sur 44 et 372 yards de gain contre les Jets de New York, matchs tous deux perdus. En 1992, il partage le poste de titulaire avec trois autres quarterbacks jouant blessé à l'épaule durant une partie de la saison.
Millen signe ensuite en juin 1993 avec les champions du Super Bowl de l'année précédente, les Cowboys de Dallas pour assurer l'intérim du quarterback titulaire blessé, Troy Aikman. Steve Beuerlein – le remplaçant de la saison précédente — a signé avec les Cardinals de Phoenix comme agent libre. Millen ne tente finalement aucune passe cette saison, Aikman se rétablissant plus vite que prévu et les Cowboys ayant également fait signer Bernie Kosar, libéré par les Browns de Cleveland.
Millen joue ses deux dernières saisons comme remplaçant de John Elway avec les Broncos de Denver en 1994 et 1995. Il joue 8 matchs, gagne 1 090 yards à la passe et termine avec 62,6 % de passes complétées.